# ヒールオゾン

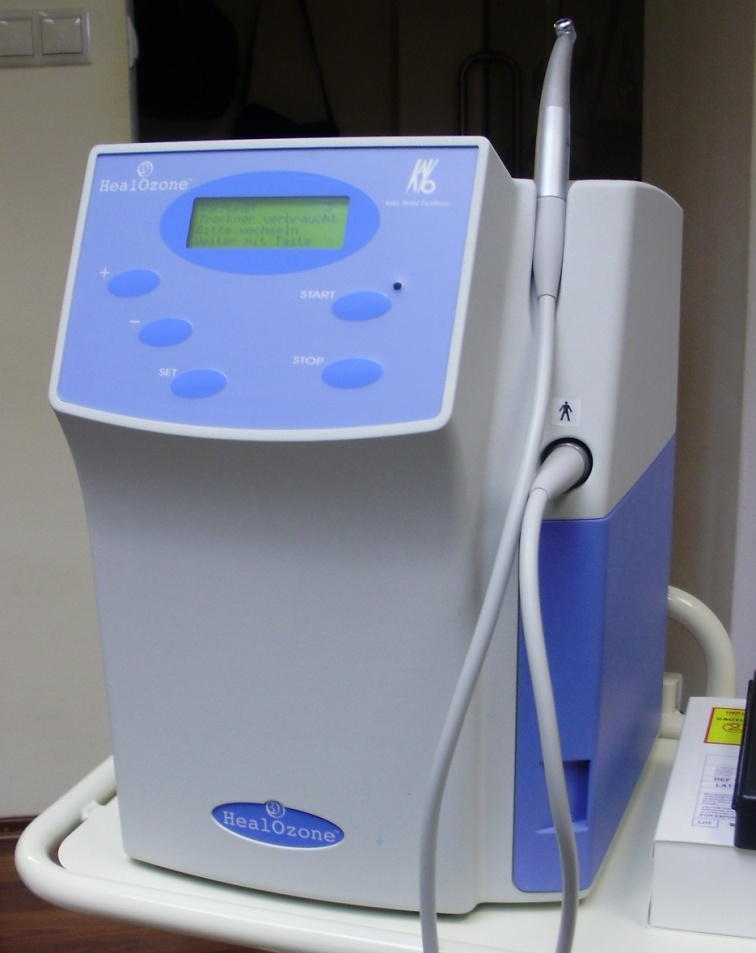
ヒールオゾン

ヒールオゾン (HealOzone) はカボ社（KaVo 本社：ドイツ）より発売されていたう蝕治療システム。現在はKaVo社では取り扱いを中止している。
オゾンの高い殺菌力（細菌では塩素の7倍）を利用して、齲窩や根管内の殺菌を行うもので、ヒールオゾンを照射した歯面はその後唾液中のカルシウムによる再石灰化が促進される。現在日本では医療機器としての認可はされていない。

## 概要
ヒールオゾンは歯科のう蝕治療とう蝕予防及び根管治療のためにドイツのカボ社が販売している装置である。う窩にヒールオゾンを照射することにより、10秒の照射で99%の細菌が殺菌できる。オゾンが効果を及ぼすのは表面から2mmの範囲である。殺菌作用以外に、オゾンの強力な酸化作用による化学反応で、軟化象牙質のpHを酸性からアルカリ性に換え、歯質を固くする事ができ、それを基質にしてフッ素、リカルデント等を併用して象牙質の再石灰化が促進するものである。ヒールオゾンの照射で軟化象牙質は照射前と比べて削除しやすくなる。う窩の深さが2mmに達しないごく初期のう蝕（フィッシャーカリエス、ピットカリエス）の場合、歯質の削除を行わず治療を完了できる。また、う窩が深い場合は、可能な限りう蝕部分のみを削り取りヒールオゾンで消毒、歯質強化したのちに充填する。削除量が少ないために多くの場合麻酔が不要である。治療コンセプトはMI (Minimal Intervention) である。また、う蝕の治療だけでなく予防にも応用が可能である。根管治療に対しても、高い殺菌力により応用できるとされている。

## メリット
- 殺菌することでう窩の自然治癒を期待するという治療法は従来の治療より生体に優しい
- 麻酔や削合がないため、歯科不安の患者でも楽に治療を受けられる
- ヒールオゾン治療で大幅な治療時間の短縮とコストの削減が可能になったという報告がある

## オゾン治療の有効性
オゾン (O3) を医療に使用する試みは20世紀半ばから行われている。オゾンの発生装置がドイツで開発されたことから、ドイツを中心としたヨーロッパ諸国の医療現場では臨床に応用されている。
日本では、薬事法による認可を受けておらず有効な治療法とは認められていないため、ヒールオゾンは未承認歯科器材となる。病院内の手術室等の殺菌システム等の体外での応用に限定されて使用されている。
現在までのところ一般的に行われる治療法でないため、臨床データの蓄積が豊富とは言えず、ドイツ本国の大手歯科メーカーKaVo社がその取り扱いを中止した事もあり、あまり普及していない。 
脚注参照

## オゾンガスの毒性
高濃度のオゾンガスは強い毒性を示す。また、腐蝕性が強くゴムなどの材質を腐食させてしまう。従って、現在では完全に密閉された滅菌器以外での高濃度オゾンガスの使用を行なってはならないとされている
。このため、ヒールオゾンでは発生させたオゾンガスがカップの外に漏れない閉回路になっており、回収されたオゾンは本体内で分解される。オゾンには独特の臭気があり、0.01〜0.1ppmの濃度でも人は敏感に感じ取る能力がある。現在まで人の嗅覚も含めてヒールオゾンによるオゾン漏洩の報告はない。

## 論文的根拠
ヒールオゾンの効果については多くの論文が発表されている。それらの論文の信頼性については各国の研究者の組織であるコクラン共同計画によって検証が行なわれている。その結果、
- それぞれの研究でバイアス（偏見）がかかっているリスクが高い。
- 効果についての評価法に一貫性がない。
- 虫歯をオゾンガスで治療しても虫歯の進行を止めたり治療したりできるという信頼しうる根拠は無い。
- ヒールオゾンが従来の虫歯の治療法の代替療法や第一選択になるためには、さらに適切で厳密で質の高い根拠が必要と結論している。

と、その効果の根拠については否定的である。またコクラン共同計画の一般向け要約には「オゾン療法を現在の歯科の治療法の代替手段として考慮すべきではありません。」との記述がある。現在の所ヒールオゾン法により直ちに上記に記述されているような「メリット」が得られるという学術的裏付けは無い。

## 削合が必要な症例
2mm以上のう蝕には効果が得られないので、削合する必要がある。削合した場合は当然、充填が必要になる。また、閉鎖性のう蝕やオゾンの照射が難しい隣接カリエスも削合により開放する必要がある。
変色の除去やう窩を充填するという審美治療にも削合が必要となる。結果として、ごく浅い初期のう蝕をのぞいては削合なしにヒールオゾン法で治療する事はできない。